# 2NE1
2NE1 (koreansk: 투애니원) var en sydkoreansk pigegruppe bestående af Bom, CL, Dara og Minzy, dannet af YG Entertainment i 2009. Efter at have optrådt sammen med drengegruppen Big Bang i sangen "Lollipop", en reklamerende single for LG Electronics, blev gruppen for alvor berømt med udgivelsen af deres to eponyme EP'er, 2NE1 (2009) og 2NE1 (2011) og to studioalbum, To Anyone (2010) og Crush (2014). Alle toppede øverst på Gaon Album Chart. De fik også 9 hits øverst på Gaon Digital Chart, med " Try to Follow Me", "Go Away", "Lonely", "I Am the Best", "Ugly", "I Love You", "Falling in Love", "Missing You" og "Come Back Home".
Kvartetten havde samtidig en tilsvarende vellykket karriere i Japan, hvor de først udgav en japansk version af deres anden EP, Nolza (2011). Derefter fulgte studiealbummerne Collection (2012) og Crush (2014). Efter en langvarig pause forlod Minzy gruppen i april 2016, mens resten af gruppen opløstes senere i november 2016. Selv om CL og Dara forblev ved YG Entertainment, blev Boms kontrakt ikke fornyet. Deres sidste single "Goodbye" blev udgivet den 21. januar 2017.
På toppen af deres karriere og før deres splittelse blev 2NE1 anset for at være en af de mest succesrige og populære pigegrupper i Sydkorea. Efter at have solgt 66,5 millioner plader, er de en af de bedst sælgende pigegrupper nogensinde. Magasinet Billboard rangerede 2NE1 som en af de bedste Kpop-pigegrupper i det forløbne årti, mens The New York Times kalder 2NE1's præstation på Prudential Center i New Jersey en af de "Bedste koncerter i 2012".